# Senat Sieling
Der Senat Sieling war der vom 15. Juli 2015 bis 15. August 2019 amtierende Senat der Freien Hansestadt Bremen (Bremer Landesregierung).

## Senat
| Amt | Bild              | Name              | Partei     | Partei                                                                                | Staatsräte        | Partei | Partei     |
| --- | ----------------- | ----------------- | ---------- | ------------------------------------------------------------------------------------- | ----------------- | ------ | ---------- |
| Bürgermeister und Präsident des Senats                                                                         |                   | Carsten Sieling   |            | SPD                                                                                   | Olaf Joachim      |        | SPD        |
| Senator für Angelegenheiten der Religionsgemeinschaften                                                        | Carmen Emigholz   | Carsten Sieling   |            | SPD                                                                                   |                   |        | SPD        |
| Senator für Kultur                                                                                             | Carmen Emigholz   | Carsten Sieling   |            | SPD                                                                                   |                   |        | SPD        |
| Bürgermeisterin                                                                                                |                   | Karoline Linnert  |            | B’90/Grüne                                                                            | Dietmar Strehl    |        | B’90/Grüne |
| Senatorin für Finanzen                                                                                         | Hans-Henning Lühr | Karoline Linnert  |            | B’90/Grüne                                                                            | SPD               |        |            |
| Senatskommissarin für den Datenschutz                                                                          | Hans-Henning Lühr | Karoline Linnert  |            | B’90/Grüne                                                                            | SPD               |        |            |
| Senator für Inneres                                                                                            |                   | Ulrich Mäurer     |            | SPD                                                                                   | Thomas Ehmke      | SPD    |            |
| Senator für Justiz und Verfassung                                                                              |                   | Martin Günthner   | SPD        | Jörg Schulz                                                                           | SPD               |        |            |
| Senator für Wirtschaft, Arbeit und Häfen                                                                       | Ekkehart Siering  | Martin Günthner   | SPD        |                                                                                       | SPD               |        |            |
| Senatorin für Kinder und Bildung                                                                               |                   | Claudia Bogedan   | SPD        | Frank Pietrzok                                                                        | SPD               |        |            |
| Senatorin für Soziales, Jugend, Frauen, Integration und Sport                                                  |                   | Anja Stahmann     |            | B’90/Grüne                                                                            | Jan Fries         |        | B’90/Grüne |
| Senatskommissarin für die Verwirklichung der Gleichberechtigung der Frau                                       |                   | Anja Stahmann     |            | B’90/Grüne                                                                            | Jan Fries         |        | B’90/Grüne |
| Senator für Umwelt, Bau und Verkehr                                                                            |                   | Joachim Lohse     | B’90/Grüne | Gabriele Friderich (bis 31.07.2017) Jens Deutschendorf (ab 01.08.2017 bis 18.01.2019) | B’90/Grüne        |        |            |
| Senator für Umwelt, Bau und Verkehr                                                                            | Ronny Meyer       | Joachim Lohse     | B’90/Grüne |                                                                                       | B’90/Grüne        |        |            |
| Senatorin für Wissenschaft, Gesundheit und Verbraucherschutz                                                   |                   | Eva Quante-Brandt |            | SPD                                                                                   | Gerd-Rüdiger Kück |        | SPD        |
| Staatsrätin, Bevollmächtigte der Freien Hansestadt Bremen beim Bund, für Europa und Entwicklungszusammenarbeit |                   | Ulrike Hiller     | SPD        |                                                                                       |                   |        |            |